# Marche des suffragettes sur Buckingham Palace

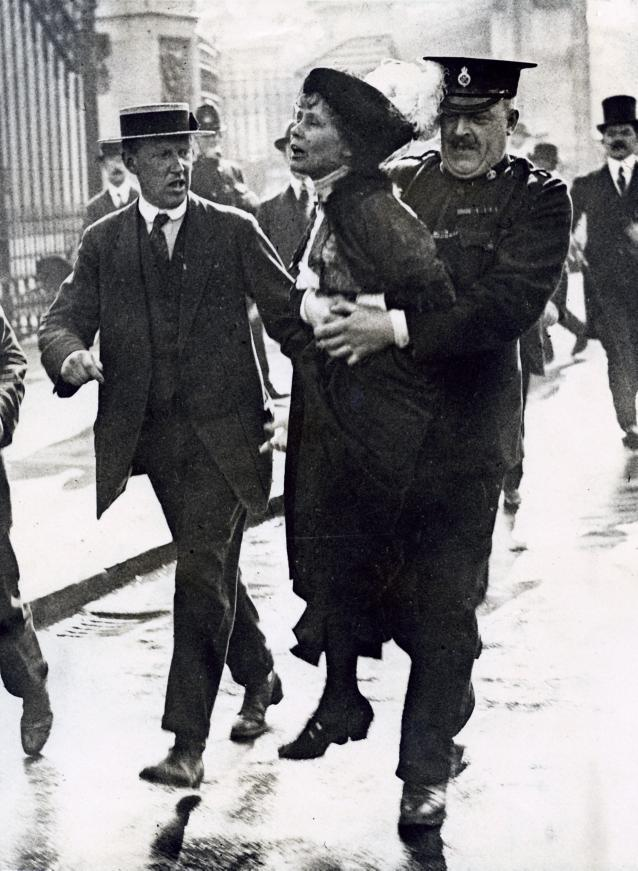
Mme Emmeline Pankhurst, cheffe du mouvement Women's Suffragette, est arrêtée devant Buckingham Palace alors qu'elle tentait de présenter une pétition au roi George V en mai 1914.

La marche des suffragettes sur le palais de Buckingham, le 21 mai 1914, s'inscrit dans une longue lutte pour le droit de vote des femmes. Cette marche prend place juste avant la Première Guerre mondiale et elle fut notamment appuyée par Emmeline Pankhurst et la Women's Social and Political Union (WSPU).

## Contexte
Le Royaume-Uni des XIXe et XXe siècles est marqué par l'émergence de mouvements politiques et sociaux visant à améliorer les conditions de vie des femmes. Le développement d'idéologies réformatrices s'inscrit dans la lutte pour le droit de vote des femmes, qui vise à balancer les inégalités subies par ces dernières. La Women's Social and Political Union (WSPU) est l'une des principales organisations de l'époque qui se lança dans l'organisation d'actions plus radicales afin d'obtenir des résultats plus importants dans le cadre du suffrage universel. La devise devint « des actes, pas des mots » (« Deeds not words »), ce qui est représentatif des luttes auxquelles l'organisation a assisté, telles que la marche des suffragettes sur Buckingham Palace. Les actions radicales entreprises par les membres de la WSPU étaient fréquemment décrites par les antiféministes comme étant le résultat d'une hystérie associée à des instincts sexuels insatisfaits. Une demande d’audience a été effectuée par l’entremise d’une lettre qui fut envoyée par Emmeline Pankhurst au Roi le 25 février 1914. Étant donné que cette dernière était condamnée aux travaux forcés et qu’elle défiait ouvertement le jugement du tribunal, le ministre intérieur refusa la demande. C'est d'ailleurs cette réponse négative qui incita l'organisation de la marche.

## Déroulement de la marche

### Préparation de la marche
La WSPU, après s'être vu refuser une audience avec le roi, a décidé de préparer une marche sur Buckingham Palace pour tenter de se faire entendre. La marche a été organisée en plein jour pour éviter de répéter les événements de la marche du Black Friday le 18 novembre 1910. Une grande campagne publicitaire fut organisée pour attirer des spectateurs et ainsi avoir des témoins en cas de débordement de la police. La démonstration affirmait avoir trois buts premiers dans ces affiches publicitaires : d'abord, elle réclamait le droit de vote des femmes; ensuite, elle luttait contre l'alimentation forcée des féministes, considérée comme une forme de torture; enfin, elle demandait un traitement égalitaire entre les prisonniers, femmes militantes suffragettes et les militants Ulster.

### Le 21 mai 1914

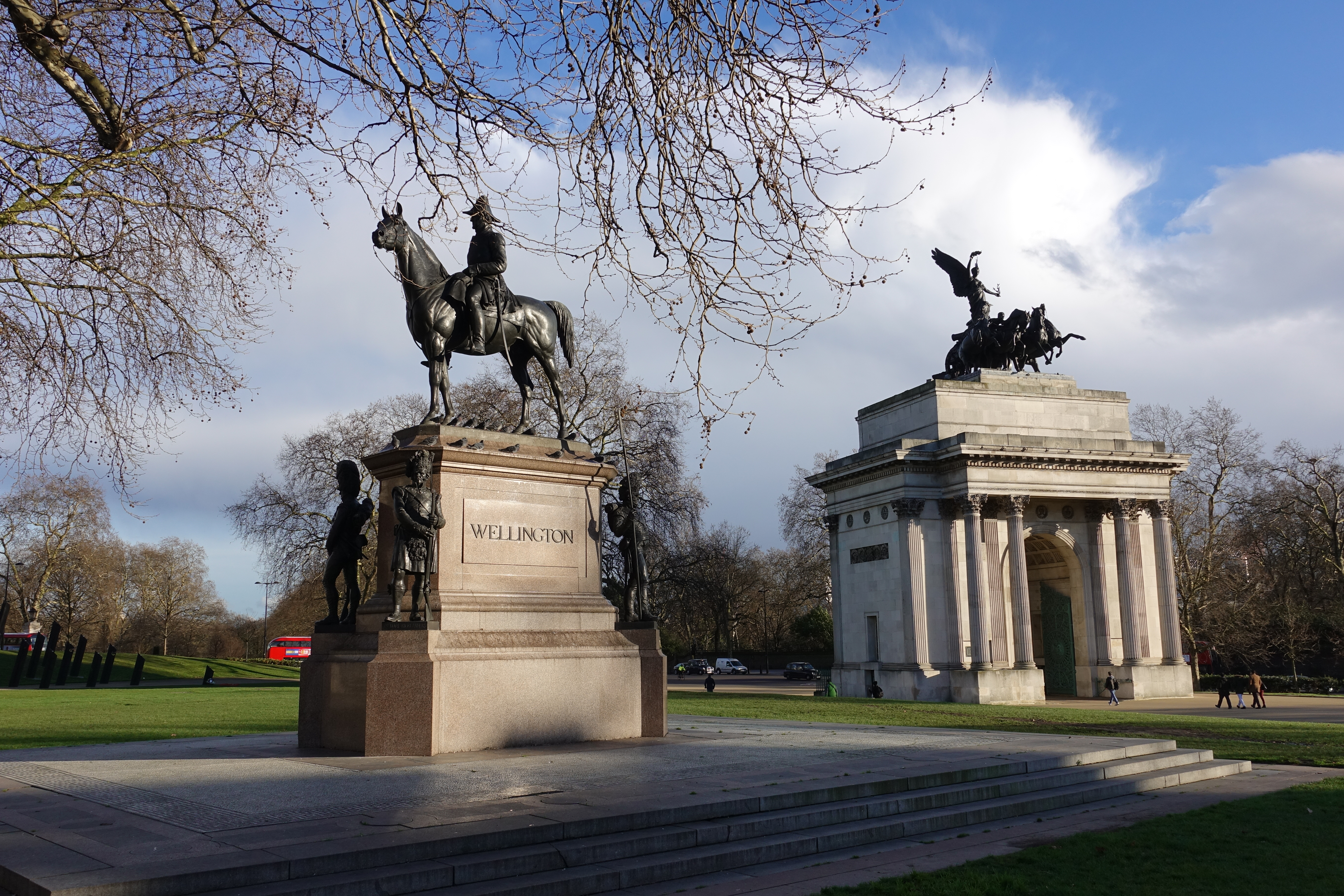

La marche prit place en après-midi autour de Buckingham Palace et du Victoria Memorial. Les femmes présentes furent en mesure d'avancer ensemble jusqu'à l'arc de Wellington avant de rencontrer une opposition forte de la police. Malgré la résistance policière, les femmes tentèrent de continuer leur marche en brisant les lignes d'opposition. Pour ce faire, elles se lancèrent contre le mur de policiers, qui les repoussèrent. Une seule femme parvint à franchir ces lignes et fut en mesure de s'avancer jusqu'à environ 50 pieds du portail de Buckingham Palace.
Certaines suffragettes avaient, au contraire d'autres marches qui prirent place pour le suffrage universel, apporté des bâtons dont elles n'hésitèrent pas à se servir contre les policiers présents sur la scène. Un des gendarmes fut d'ailleurs l'objet de coups qui le rendirent inconscient. La police, de son côté, ne se gêna pas pour attaquer les femmes également, de même que quelques hommes venus pour avoir de l'action. D'autres femmes étaient plutôt armées d’œufs remplis de peinture, qu'elles n'hésitaient pas à lancer sur les officiers.
La même journée de la marche, un appartement de Maida Vale, qui était utilisé comme QG par les suffragettes, fut l'objet d'une descente par les forces de l'ordre. L'arsenal des suffragettes y avait alors été trouvé, composé entre autres de pierres en silex, de pamphlets suffragistes et de différents outils, comme des marteaux et des scies égoïnes. Cinq femmes y furent arrêtées, dont Mme Hall et ses deux filles, Emmeline et Nellie. Nellie Hall était alors une organisatrice dans la WSPU.

### Les procès, le 22 mai 1914
Le 22 mai 1914 marque le jour de procès des personnes qui furent arrêtées lors de la marche des suffragettes sur Buckingham Palace. Les femmes accusées recevaient mal que le procès soit basé sur des lois uniquement adoptées par des hommes. Plusieurs refusèrent de se présenter en cour, elles durent être amenées de force; d'autres crièrent sans arrêt et d'autres femmes luttèrent de différentes manières pour marquer leur désaccord. Malgré le mécontentement et le désordre qui se fit sentir, la majorité des accusées furent libérées. Néanmoins, les manifestations perdurèrent notamment par l'endommagement d'œuvres d'art et par le discours d'une femme sur la scène lors de la présence du roi George V au théâtre.

## Acteurs présents lors de la marche

### Emmeline Pankhurst

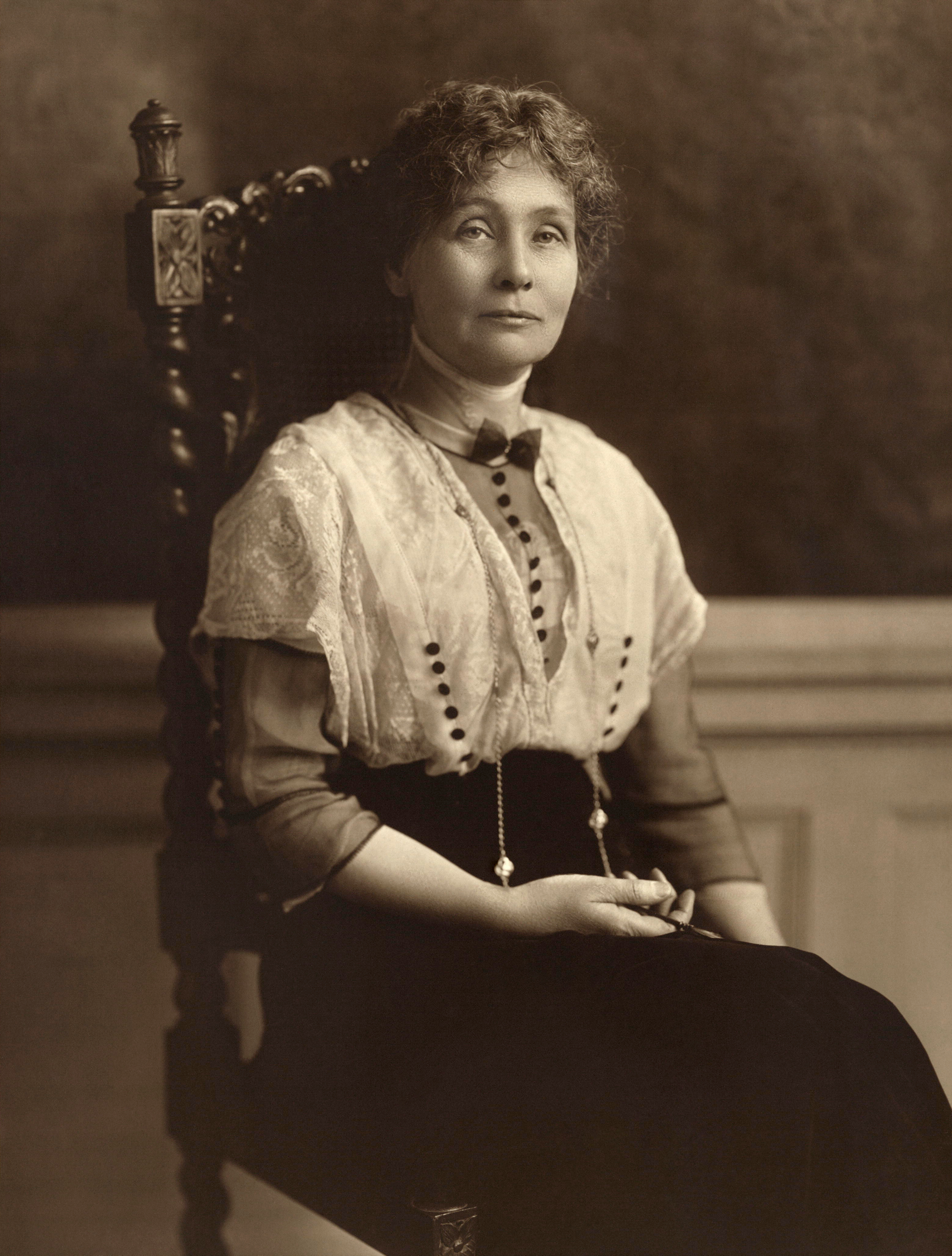

Emmeline Pankhurst est une suffragette britannique qui a participé à plusieurs luttes pour le droit de vote féminin. La marche contre Buckingham est une des députations qu'elle a menées. Elle avait été arrêtée plus tôt dans l'année avant d'être relâchée en mars à la suite du « cat and mouse Act ». Elle devait se présenter à Holloway à la fin du mois de mars, ce qu'elle n'avait pas fait. Durant la manifestation, elle est arrêtée sur place, criant ces mots: "That’s right! Arrest me at the gates of the Palace. Tell the King!" (français : « C'est ça! Arrêtez-moi aux portes du Palais. Dites-le au roi! ») Mise dans une voiture qui attendait derrière les lignes policières, elle fut amenée à Holloway avant d'être relâchée cinq jours plus tard.

### Inspecteur-chef Rolfe et les gendarmes
L'inspecteur-chef Rolfe est connu aujourd'hui à cause de son intervention sur Mme Pankhurst. Durant la marche, il attrapa la suffragette par derrière dans un « bear's hug » (français : un « câlin d'ours »), selon les mots utilisés par la féministe, pour l'arrêter et l'amener dans une voiture un peu plus loin. Une photo fut prise sur le coup, où on le voit transporter de force Emmeline Pankhurst, dont le visage se tord de douleur. L'action posée par M. Rolfe fut dénoncée par de nombreuses suffragettes qui ripostèrent violemment. L'inspecteur Rolfe est décédé quelques semaines après cette altercation durant la marche des suffragettes, alors qu'il était en service à Shrewsbury.
L’inspecteur-chef était accompagné d’une délégation de 1500-2000 gendarmes qui assurait la protection du palais. Placés pour limiter les débordements, ces derniers n’hésitèrent pas à attaquer les femmes qui prirent part à la marche, rétorquant avec force contre les militantes qui les attaquaient. Ils étaient placés des deux côtés du palais et autour du Victoria Memorial. Certains gendarmes furent complètement couverts de peinture rouge et jaune.

### La Women's Social and Political Union et les militantes
La Women's Social and Political Union (WSPU) a organisé la marche, la planifiant dans l’après-midi. La démonstration avait pour but de tenter d'entrer au palais de Buckingham, après s’être vu refuser une audience avec le roi. Un petit nombre de 200 femmes vinrent militer. L'adhésion à la WSPU était réservée uniquement aux femmes contrairement aux sociétés constitutionnelles qui acceptaient les hommes. Certaines étaient armées de bâtons, alors que d’autres lançaient des œufs remplis de couleur contre les gendarmes. Les révoltes étaient loin d’atteindre la violence des marches irlandaises des hommes d’Ulster, pour lesquels les femmes militaient pour un traitement équitable.

## Conséquences

### Conséquences immédiates
La marche des suffragettes sur Buckingham Palace n'a pas produit les résultats espérés par ses participants. La presse, attirée par les campagnes publicitaires et par les efforts de la WSPU, était sur place lors de la marche. Elle a réagi aux désordres engendrés avec consternation, et non avec pitié pour les femmes militantes. Les jours qui ont suivi la marche ont été marqués par des actes radicaux de la part des membres de la WSPU, tels que des œuvres d'art abimées, ainsi que deux pierres qui furent jetées à travers les grilles du palais de Buckingham. Celles-ci étaient recouvertes d'une étiquette en papier où l'on pouvait lire: « Si une députation constitutionnelle est refusée, nous devons présenter un message de pierre » et « Les méthodes constitutionnelles ignorées nous mènent à fracasser des fenêtres ». Mise à part l'apparition dans les journaux de photographies bouleversantes de femmes investies dans des combats avec la police, la députation auprès de George V n'a occasionné aucun résultat immédiat concret. Il semble même que le roi et la reine n'aient pas eu de réelle connaissance de l'importance de la marche lors de son déroulement, ce qui illustre le fait qu'elle n'ait pas eu les résultats souhaités.

### Conséquences à long terme
La marche des suffragettes sur Buckingham Palace, le 21 mai 1914, eut également peu d'impacts à long terme. Puisque l'objectif n'a pas été atteint, l'évènement eut une faible portée mis à part pour ce qui est de la documentation dans les journaux. La réaction des politiciens et des journalistes dans la presse permit une visibilité considérable de l'activisme pour l'obtention du droit de vote des femmes, ce qui put encourager d'autres organisations à participer activement à cette lutte.

### Sources premières
- Suffragettes march to Buckingham Palace, 22 may 1914, l
- Two stones with Suffragette labels 1914, l